# 阪本礼子
阪本 礼子（さかもと れいこ、1950年または1951年 - ）は、日本の元卓球選手。現役時代は日本代表として活躍した。世界卓球選手権銀メダリスト。

## 経歴
四天王寺高校在学時の1968年度、全国高等学校卓球選手権大会シングルス、岡田千鶴と出場した女子ダブルスで優勝。
専修大学在学時の1970年度、全日本卓球選手権大会に平野美恵子と出場した女子ダブルス決勝で前年優勝の福野美恵子 / 山口朝子組を2-1で破り初優勝。伊藤繁雄と出場した混合ダブルス決勝で長谷川信彦 / 大関行江組に0-2で屈し準優勝。
1971年度、名古屋市で行われた第31回世界卓球選手権シングルスで16強。平野と出場した女子ダブルス準々決勝で小和田敏子 / 今野安子組(日本) に3-2で勝利。準決勝でも小堀世津子 / 川守田幸子組 (日本) を3-0で下したが決勝で林慧卿 / 鄭敏之組 (中国)に0-3で敗れ銀メダル。伊藤と出場した混合ダブルスで16強。全日本選手権では阿部勝幸と出場した混合ダブルス決勝で今野裕二郎 / 山口組を2-0で下し初優勝。
1972年度、全日本学生卓球選手権大会では森田るみ子と出場した女子ダブルスで優勝。全日本大学対抗卓球大会では専修大学を優勝に導き、敢闘賞に選出された。全日本選手権に阿部と出場した混合ダブルス決勝で西飯徳康 / 川守田改め西飯幸子組を2-0で下し2度目の優勝。
日本楽器所属時の1973年度、全日本社会人卓球選手権で会津美幸と出場した女子ダブルスで優勝。全日本選手権では森田と出場した女子ダブルス決勝で枝野とみえ / 長洞久美子組に0-2で敗れ準優勝。

## 逸話
世界選手権女子ダブルスの日本人ペア決勝進出は阪本らから長く遠ざかり、次は2019年、第55回大会での伊藤美誠 / 早田ひな組まで48年を要した。